# Sanos
Sanos A/S er en dansk virksomhed der opererer indenfor kliniske forsøg med speciale i slidgigt.
Sanos er ejet af Investcorp
gennem en række selskaber, i første led Sanos Group der blev etableret i 2020.
Virksomheden har hovedkvarter på Herlev Hovedgade og filialer i Gandrup og Vejle.
Sanos var tidligere ejet af ægteparret Claus Christiansen og Bente Juel Christiansen.